# Cheilanthoideae
Cheilanthoideae é uma das cinco subfamílias de pteridófitas da família Pteridaceae. A subfamília é considerada monofilética, mas alguns dos géneros atualmente definidos não o são. A maioria das espécies são adaptadas a ambientes xéricos, e a subfamília é mais diversificada em regiões secas.

## Descrição

### Filogenia
The following phylogram shows a likely relationship between Cheilanthoideae and the other Pteridaceae subfamilies.

|  | Parkerioideae (syn. Ceratopteridoideae) |
|  |                                         |
|  | Pteridoideae                            |
|  |                                         |

|  | Vittarioideae   |
|  |                 |
|  | Cheilanthoideae |
|  |                 |

|  | Parkerioideae (syn. Ceratopteridoideae) |
|  |                                         |
|  | Pteridoideae                            |
|  |                                         |

|  | Vittarioideae   |
|  |                 |
|  | Cheilanthoideae |
|  |                 |

|  | Parkerioideae (syn. Ceratopteridoideae) |
|  |                                         |
|  | Pteridoideae                            |
|  |                                         |

|  | Vittarioideae   |
|  |                 |
|  | Cheilanthoideae |
|  |                 |

|  | Parkerioideae (syn. Ceratopteridoideae) |
|  |                                         |
|  | Pteridoideae                            |
|  |                                         |

|  | Vittarioideae   |
|  |                 |
|  | Cheilanthoideae |
|  |                 |

Apesar de se aceitar que a subfamília Cheilanthoideae é monofilética, muitos dos géneros em que foi dividida (incluindo Cheilanthes, Doryopteris, Notholaena e Pellaea) demonstraram ser polifiléticos.

### Géneros
A divisão da subfamília Cheilanthoideae em géneros e espécies permanece incerta. A classificação dos pteridófitos de Christenhusz, de 2011, a classificação do Pteridophyte Phylogeny Group de 2016 (a PPG I) e a versão de novembro de 2019 da Checklist of Ferns and Lycophytes of the World (World Ferns 8.11) concordam nos seguintes géneros:
- Adiantopsis Fée
- Aleuritopteris Fée
- Argyrochosma (J.Sm.) Windham
- Aspidotis (Nutt. ex Hooker) Copel.
- Astrolepis D.M.Benham & Windham
- Bommeria E.Fourn.
- Calciphilopteris Yesilyurt & H.Schneid.
- Cheilanthes Sw. (nom. cons.)
- Cheiloplecton Fée
- Doryopteris J.Sm. (nom. cons.)
- Gaga Pryer, F.W. Li & Windham
- Hemionitis L.
- Lytoneuron (Klotzsch) Yesilyurt
- Mildella Trev.
- Myriopteris Fée
- Notholaena R.Br.
- Ormopteris J.Sm.
- Paragymnopteris K.H.Shing
- Pellaea Link (nom. cons.)
- Pentagramma Yatsk., Windham & E.Wollenw.
- Trachypteris André ex Christ.

Alguns outros géneros que foram incluídos na subfamília (ou separados de géneros incluídos na subfamília) são:
- Allosorus Bernh. – não incluído por Christenhusz et al. (2011); aceite no sistema PPG I; World Ferns 8.11 inclui este género em Aleuritopteris, afirmando que foi incorretamente tipificado
- Baja Windham & L.O.George – aceite por World Ferns 8.11
- Mickelopteris Fraser-Jenk. – aceite por World Ferns 8.11
- Oeosporangium Vis. – incluído em Allosorus no sistema PPG I; re-aceite por World Ferns 8.11
- Parahemionitis Panigrahi – aceite por Christenhusz et al. (2011) e PPG I; considerado um sinónimo taxonómico de Paragymnopteris pelo World Ferns 8.11, que coloca a espécie Parahemionitis cordata no género monotípico Mickelopteris
- Pteridella Mett. ex Kuhn – aceite por Christenhusz & Chase (2014);[6] considerado um sinónimo de Pellaea pelo World Ferns 8.11

Outras fontes adoptam uma abordagem radicalmente diferente.  Plants of the World Online coloca todos os géneros possíveis de Cheilanthoideae no único género Hemionitis. (Parahemionitis é tratado como um sinónimo de Acrostichum, um membro de uma subfamília diferente.)
Embora ainda haja muito trabalho a fazer para delinear géneros monofiléticos nos cheilantóides (Cheilanthes, Doryopteris e Pellaea permanecem notavelmente polifiléticos), vários clados principais foram consistentemente recuperados em análises filogenéticas e receberam nomes informais, como aqui se mostra:
| "skinneri clade" | Cheilanthes skinneri e parentes |
|                  | Cheilanthes skinneri e parentes |
|                  | \| myriopterids \| Myriopteris \| \| \| Myriopteris \| \| pellaeids \| Argyrochosma, Astrolepis, Paragymnopteris e Pellaea \| \| \| Argyrochosma, Astrolepis, Paragymnopteris e Pellaea \| |
|                  | |
| myriopterids     | Myriopteris |
|                  | Myriopteris |
| pellaeids        | Argyrochosma, Astrolepis, Paragymnopteris e Pellaea |
|                  | Argyrochosma, Astrolepis, Paragymnopteris e Pellaea |

| myriopterids | Myriopteris                                         |
|              | Myriopteris                                         |
| pellaeids    | Argyrochosma, Astrolepis, Paragymnopteris e Pellaea |
|              | Argyrochosma, Astrolepis, Paragymnopteris e Pellaea |

| notholaenids | Cheilanthes leucopoda, Cheiloplecton, Notholaena |
|              | Cheilanthes leucopoda, Cheiloplecton, Notholaena |
| hemionitids  | Adiantopsis, Aleuritopteris, Aspidotis, Cheilanthes, Doryopteris, Gaga, Hemionitis, Lytoneuron, Mickelopteris, Mildella, Oeosporangium, Ormopteris, Pentagramma, Trachypteris |
|              | Adiantopsis, Aleuritopteris, Aspidotis, Cheilanthes, Doryopteris, Gaga, Hemionitis, Lytoneuron, Mickelopteris, Mildella, Oeosporangium, Ormopteris, Pentagramma, Trachypteris |

| "skinneri clade" | Cheilanthes skinneri e parentes |
|                  | Cheilanthes skinneri e parentes |
|                  | \| myriopterids \| Myriopteris \| \| \| Myriopteris \| \| pellaeids \| Argyrochosma, Astrolepis, Paragymnopteris e Pellaea \| \| \| Argyrochosma, Astrolepis, Paragymnopteris e Pellaea \| |
|                  | |
| myriopterids     | Myriopteris |
|                  | Myriopteris |
| pellaeids        | Argyrochosma, Astrolepis, Paragymnopteris e Pellaea |
|                  | Argyrochosma, Astrolepis, Paragymnopteris e Pellaea |

| myriopterids | Myriopteris                                         |
|              | Myriopteris                                         |
| pellaeids    | Argyrochosma, Astrolepis, Paragymnopteris e Pellaea |
|              | Argyrochosma, Astrolepis, Paragymnopteris e Pellaea |

| notholaenids | Cheilanthes leucopoda, Cheiloplecton, Notholaena |
|              | Cheilanthes leucopoda, Cheiloplecton, Notholaena |
| hemionitids  | Adiantopsis, Aleuritopteris, Aspidotis, Cheilanthes, Doryopteris, Gaga, Hemionitis, Lytoneuron, Mickelopteris, Mildella, Oeosporangium, Ormopteris, Pentagramma, Trachypteris |
|              | Adiantopsis, Aleuritopteris, Aspidotis, Cheilanthes, Doryopteris, Gaga, Hemionitis, Lytoneuron, Mickelopteris, Mildella, Oeosporangium, Ormopteris, Pentagramma, Trachypteris |

| "skinneri clade" | Cheilanthes skinneri e parentes |
|                  | Cheilanthes skinneri e parentes |
|                  | \| myriopterids \| Myriopteris \| \| \| Myriopteris \| \| pellaeids \| Argyrochosma, Astrolepis, Paragymnopteris e Pellaea \| \| \| Argyrochosma, Astrolepis, Paragymnopteris e Pellaea \| |
|                  | |
| myriopterids     | Myriopteris |
|                  | Myriopteris |
| pellaeids        | Argyrochosma, Astrolepis, Paragymnopteris e Pellaea |
|                  | Argyrochosma, Astrolepis, Paragymnopteris e Pellaea |

| myriopterids | Myriopteris                                         |
|              | Myriopteris                                         |
| pellaeids    | Argyrochosma, Astrolepis, Paragymnopteris e Pellaea |
|              | Argyrochosma, Astrolepis, Paragymnopteris e Pellaea |

| notholaenids | Cheilanthes leucopoda, Cheiloplecton, Notholaena |
|              | Cheilanthes leucopoda, Cheiloplecton, Notholaena |
| hemionitids  | Adiantopsis, Aleuritopteris, Aspidotis, Cheilanthes, Doryopteris, Gaga, Hemionitis, Lytoneuron, Mickelopteris, Mildella, Oeosporangium, Ormopteris, Pentagramma, Trachypteris |
|              | Adiantopsis, Aleuritopteris, Aspidotis, Cheilanthes, Doryopteris, Gaga, Hemionitis, Lytoneuron, Mickelopteris, Mildella, Oeosporangium, Ormopteris, Pentagramma, Trachypteris |

| "skinneri clade" | Cheilanthes skinneri e parentes |
|                  | Cheilanthes skinneri e parentes |
|                  | \| myriopterids \| Myriopteris \| \| \| Myriopteris \| \| pellaeids \| Argyrochosma, Astrolepis, Paragymnopteris e Pellaea \| \| \| Argyrochosma, Astrolepis, Paragymnopteris e Pellaea \| |
|                  | |
| myriopterids     | Myriopteris |
|                  | Myriopteris |
| pellaeids        | Argyrochosma, Astrolepis, Paragymnopteris e Pellaea |
|                  | Argyrochosma, Astrolepis, Paragymnopteris e Pellaea |

| myriopterids | Myriopteris                                         |
|              | Myriopteris                                         |
| pellaeids    | Argyrochosma, Astrolepis, Paragymnopteris e Pellaea |
|              | Argyrochosma, Astrolepis, Paragymnopteris e Pellaea |

| notholaenids | Cheilanthes leucopoda, Cheiloplecton, Notholaena |
|              | Cheilanthes leucopoda, Cheiloplecton, Notholaena |
| hemionitids  | Adiantopsis, Aleuritopteris, Aspidotis, Cheilanthes, Doryopteris, Gaga, Hemionitis, Lytoneuron, Mickelopteris, Mildella, Oeosporangium, Ormopteris, Pentagramma, Trachypteris |
|              | Adiantopsis, Aleuritopteris, Aspidotis, Cheilanthes, Doryopteris, Gaga, Hemionitis, Lytoneuron, Mickelopteris, Mildella, Oeosporangium, Ormopteris, Pentagramma, Trachypteris |

| "skinneri clade" | Cheilanthes skinneri e parentes |
|                  | Cheilanthes skinneri e parentes |
|                  | \| myriopterids \| Myriopteris \| \| \| Myriopteris \| \| pellaeids \| Argyrochosma, Astrolepis, Paragymnopteris e Pellaea \| \| \| Argyrochosma, Astrolepis, Paragymnopteris e Pellaea \| |
|                  | |
| myriopterids     | Myriopteris |
|                  | Myriopteris |
| pellaeids        | Argyrochosma, Astrolepis, Paragymnopteris e Pellaea |
|                  | Argyrochosma, Astrolepis, Paragymnopteris e Pellaea |

| myriopterids | Myriopteris                                         |
|              | Myriopteris                                         |
| pellaeids    | Argyrochosma, Astrolepis, Paragymnopteris e Pellaea |
|              | Argyrochosma, Astrolepis, Paragymnopteris e Pellaea |

| notholaenids | Cheilanthes leucopoda, Cheiloplecton, Notholaena |
|              | Cheilanthes leucopoda, Cheiloplecton, Notholaena |
| hemionitids  | Adiantopsis, Aleuritopteris, Aspidotis, Cheilanthes, Doryopteris, Gaga, Hemionitis, Lytoneuron, Mickelopteris, Mildella, Oeosporangium, Ormopteris, Pentagramma, Trachypteris |
|              | Adiantopsis, Aleuritopteris, Aspidotis, Cheilanthes, Doryopteris, Gaga, Hemionitis, Lytoneuron, Mickelopteris, Mildella, Oeosporangium, Ormopteris, Pentagramma, Trachypteris |

| "skinneri clade" | Cheilanthes skinneri e parentes |
|                  | Cheilanthes skinneri e parentes |
|                  | \| myriopterids \| Myriopteris \| \| \| Myriopteris \| \| pellaeids \| Argyrochosma, Astrolepis, Paragymnopteris e Pellaea \| \| \| Argyrochosma, Astrolepis, Paragymnopteris e Pellaea \| |
|                  | |
| myriopterids     | Myriopteris |
|                  | Myriopteris |
| pellaeids        | Argyrochosma, Astrolepis, Paragymnopteris e Pellaea |
|                  | Argyrochosma, Astrolepis, Paragymnopteris e Pellaea |

| myriopterids | Myriopteris                                         |
|              | Myriopteris                                         |
| pellaeids    | Argyrochosma, Astrolepis, Paragymnopteris e Pellaea |
|              | Argyrochosma, Astrolepis, Paragymnopteris e Pellaea |

| notholaenids | Cheilanthes leucopoda, Cheiloplecton, Notholaena |
|              | Cheilanthes leucopoda, Cheiloplecton, Notholaena |
| hemionitids  | Adiantopsis, Aleuritopteris, Aspidotis, Cheilanthes, Doryopteris, Gaga, Hemionitis, Lytoneuron, Mickelopteris, Mildella, Oeosporangium, Ormopteris, Pentagramma, Trachypteris |
|              | Adiantopsis, Aleuritopteris, Aspidotis, Cheilanthes, Doryopteris, Gaga, Hemionitis, Lytoneuron, Mickelopteris, Mildella, Oeosporangium, Ormopteris, Pentagramma, Trachypteris |

| "skinneri clade" | Cheilanthes skinneri e parentes |
|                  | Cheilanthes skinneri e parentes |
|                  | \| myriopterids \| Myriopteris \| \| \| Myriopteris \| \| pellaeids \| Argyrochosma, Astrolepis, Paragymnopteris e Pellaea \| \| \| Argyrochosma, Astrolepis, Paragymnopteris e Pellaea \| |
|                  | |
| myriopterids     | Myriopteris |
|                  | Myriopteris |
| pellaeids        | Argyrochosma, Astrolepis, Paragymnopteris e Pellaea |
|                  | Argyrochosma, Astrolepis, Paragymnopteris e Pellaea |

| myriopterids | Myriopteris                                         |
|              | Myriopteris                                         |
| pellaeids    | Argyrochosma, Astrolepis, Paragymnopteris e Pellaea |
|              | Argyrochosma, Astrolepis, Paragymnopteris e Pellaea |

| notholaenids | Cheilanthes leucopoda, Cheiloplecton, Notholaena |
|              | Cheilanthes leucopoda, Cheiloplecton, Notholaena |
| hemionitids  | Adiantopsis, Aleuritopteris, Aspidotis, Cheilanthes, Doryopteris, Gaga, Hemionitis, Lytoneuron, Mickelopteris, Mildella, Oeosporangium, Ormopteris, Pentagramma, Trachypteris |
|              | Adiantopsis, Aleuritopteris, Aspidotis, Cheilanthes, Doryopteris, Gaga, Hemionitis, Lytoneuron, Mickelopteris, Mildella, Oeosporangium, Ormopteris, Pentagramma, Trachypteris |

| "skinneri clade" | Cheilanthes skinneri e parentes |
|                  | Cheilanthes skinneri e parentes |
|                  | \| myriopterids \| Myriopteris \| \| \| Myriopteris \| \| pellaeids \| Argyrochosma, Astrolepis, Paragymnopteris e Pellaea \| \| \| Argyrochosma, Astrolepis, Paragymnopteris e Pellaea \| |
|                  | |
| myriopterids     | Myriopteris |
|                  | Myriopteris |
| pellaeids        | Argyrochosma, Astrolepis, Paragymnopteris e Pellaea |
|                  | Argyrochosma, Astrolepis, Paragymnopteris e Pellaea |

| myriopterids | Myriopteris                                         |
|              | Myriopteris                                         |
| pellaeids    | Argyrochosma, Astrolepis, Paragymnopteris e Pellaea |
|              | Argyrochosma, Astrolepis, Paragymnopteris e Pellaea |

| notholaenids | Cheilanthes leucopoda, Cheiloplecton, Notholaena |
|              | Cheilanthes leucopoda, Cheiloplecton, Notholaena |
| hemionitids  | Adiantopsis, Aleuritopteris, Aspidotis, Cheilanthes, Doryopteris, Gaga, Hemionitis, Lytoneuron, Mickelopteris, Mildella, Oeosporangium, Ormopteris, Pentagramma, Trachypteris |
|              | Adiantopsis, Aleuritopteris, Aspidotis, Cheilanthes, Doryopteris, Gaga, Hemionitis, Lytoneuron, Mickelopteris, Mildella, Oeosporangium, Ormopteris, Pentagramma, Trachypteris |